# Pareumelea exstinguens
Pareumelea exstinguens là một loài bướm đêm trong họ Geometridae.